# وان من گنگ
وان من گنگ (انگلیسی: One Man Gang؛ زادهٔ ۱۲ فوریهٔ ۱۹۶۰) کشتی‌گیر کشتی حرفه‌ای اهل ایالات متحده آمریکا است.